# Willi Waltner
Wilhelm Franz Josef „Willi” Waltner (ur. 25 stycznia 1934 w Kolonii, zm. 26 lipca 1966 w Bonn) – niemiecki i zachodnioniemiecki zapaśnik walczący w obu stylach. Olimpijczyk z Helsinek 1952, gdzie zajął czwarte miejsce w stylu klasycznym i ósme w stylu wolnym. Walczył w kategorii ponad 87 kg.
Ósmy na mistrzostwach świata w 1953 roku.
Mistrz Niemiec w 1953 i 1954, w stylu wolnym.

## Letnie Igrzyska Olimpijskie 1952
| Konkurencja            | Rundy eliminacyjne | Rundy eliminacyjne         | Rundy eliminacyjne    | Rundy eliminacyjne    | Klas. końcowa |
| Konkurencja            | Przeciwnik I       | Przeciwnik II              | Przeciwnik III        | Przeciwnik IV         | Miejsce       |
| ---------------------- | ------------------ | -------------------------- | --------------------- | --------------------- | ------------- |
| +87 kg styl klasycznym | walkower Z         | Andonios Jeorgulis (GRE) Z | Tauno Kovanen (FIN) P | Josef Růžička (TCH) P | 4.            |

| Konkurencja        | Rundy eliminacyjne | Rundy eliminacyjne         | Rundy eliminacyjne    | Rundy eliminacyjne   | Klas. końcowa |
| Konkurencja        | Przeciwnik I       | Przeciwnik II              | Przeciwnik III        | Przeciwnik IV        | Miejsce       |
| ------------------ | ------------------ | -------------------------- | --------------------- | -------------------- | ------------- |
| +87 kg styl wolnym | wolny los Z        | Arsen Mekokiszwili (SUN) P | Natale Vecchi (ITA) Z | Ken Richmond (GBR) P | 8.            |